# علي بن هفتان الصيعري
علي بن عبدالله بن هفتان الصيعري (1962م- ) كنق قبلي شيخ مشائخ قبائل كندة ورئيس مكتب شئون ومراجع قبائل كندة ورئيس مؤتمر قبائل كندة الأول تولى رئاسة مكتب شئون ومراجع قبائل كندة في عام 1997م.

## نشأته
ولد في نوفمبر سنة 1962 م في محضرة حصن بادي بمنطقة ريدة الصيعر مديرية العبر محافظة حضرموت في أسرة عريقة لهم أدوار مهمة في التاريخ الحضرمي المعاصر. تلقى تعليمة الأساسي في كتاب صغير على يد أحد الفقهاء الذي علمه القراءة والكتابة والقرآن الكريم ومبادئ الدين والعبادات ثم انتقل الى التعليم الأساسي وحصل على شهادة الثانوية العامة من منطقة شرورة.